# Pierre Étienne Rémillieux
Pierre Étienne Rémillieux (Vienne (Isère), 1811 — Lyon, 1856) foi um pintor francês.
Foi estudante de Claude Bonnefond e Augustin Thiérrat da École nationale des beaux-arts de Lyon. Expôs no Salon de Paris, onde ganhou uma medalha da segunda classe (1847) e uma medalha da terceira classe (1841).

## Museus
- Lyon, Musée des Beaux-Arts, Groupe de fleurs dans une coupe de fleurs, - Fleurs et fruits,
- Montpellier, Musée Fabre, Vase de Fleurs.

## Leilões
- Paris, 18 /12/ 1995, Enfant posant devant une balustrade et tenant un arc et une flèche, huile sur toile, 23 000 FF.
- New York, Sotheby's, 24 /10/ 1996 Poire, pêches et prunes sur un entablement, huile sur toile, 9 200 $